# The Best (албум)
The Best (Най-добрите, в Бълагрия Златните хитове на Николай Носков) компилация на Николай Носков. Издаден е от лейбъла Creative Media и включва 15 песни

## Песни от албума
1. Паранойя
2. Фенечка
3. Дышу тишиной
4. Спасибо
5. Я не модный
6. Это здорово
7. По пояс в небе
8. Зачем
9. Романс
10. На меньшее я не согласен
11. Зимняя ночь
12. Побудь со мной
13. Исповедь
14. Снег
15. Я тебя люблю